# Stavební kámen

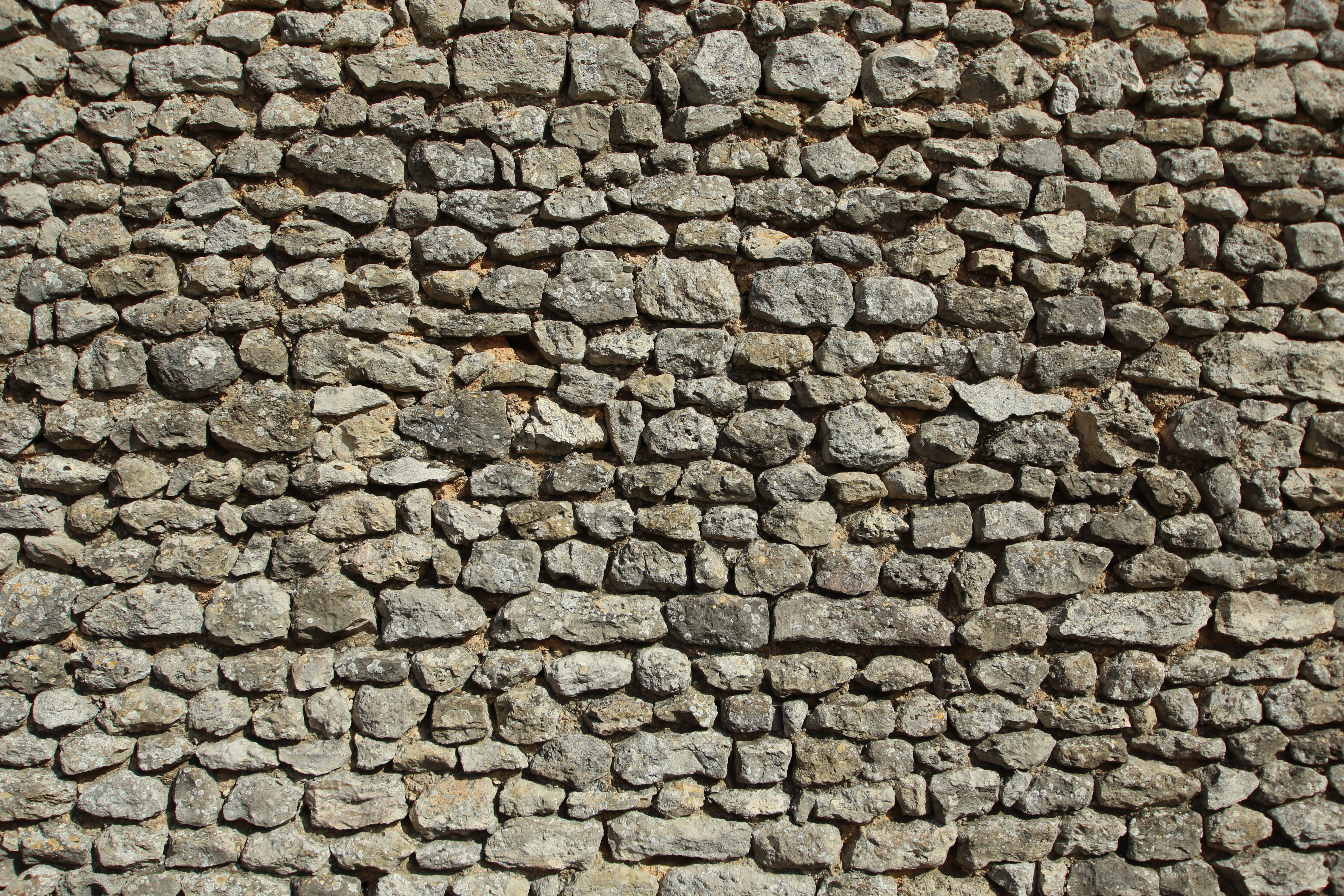
Příklad užití stavebního kamene

Stavební kámen slouží jako stavební materiál tam, kde je třeba docílit trvanlivosti stavby či estetiky. Kameny jsou opracovávány do tvarů, ve kterých budou plnit svoji funkci. Neopracované kameny či jen hrubě opracované kameny se nazývají lomařské výrobky.

## Lomařské výrobky
Nejdůležitější lomařské výrobky jsou:
- lomový kámen
- kamenivo
- dlažební kostky
- krajníky
- obrubníky
- kopáky
- haklíky
- kvádry a klenáky
- kamenné krycí desky
- kamenné soklové desky
- řezané obkladové desky
- řemínkové obklady
- konglomerované keramické desky

Vhodné druhy kamenů se mohou dále opracovávat na kamenické výrobky. Kámen se většinou opracovává ručně, tedy až na řezání, broušení či leštění. Způsoby opracovávání kamenů jsou:
- lámání
- bosírování
- špicování
- rýhování
- pemrlování
- řezání
- broušení
- leštění